# Tmesisternus costipennis
Tmesisternus costipennis là một loài bọ cánh cứng trong họ Cerambycidae.